# Gramm-Leach-Bliley Act Financial Services Modernization Act de 1999
Pour les articles homonymes, voir GLB.
Glass-Steagall Act (1933)
Le Gramm-Leach-Bliley Act Financial Services Modernization Act de 1999 (aussi appelé Gramm-Leach-Bliley Act ou GLB) est une loi américaine votée par le Congrès, dominé par une majorité républicaine, et promulguée par l'administration Clinton le 12 novembre 1999. 
Elle met en place des services de banques universelles, c'est-à-dire qui assurent aussi bien les services d'une banque de dépôt que d'une banque d'investissement et qu'une compagnie d'assurance. Le vote de cette loi est l'objet d'un intense lobbying des banques pour permettre la fusion de Citibank avec la compagnie d'assurances Travelers Group, afin de former le conglomérat Citigroup, l'un des plus importants groupes de services financiers au monde.
Tirant un trait sur les leçons issues de la crise de 1929, le Gramm-Leach-Bliley Act sera accusé d'avoir considérablement accentué les effets de la crise financière mondiale débutant en 2007.

## Vote de la loi
Les rapporteurs de la loi sont Phil Gramm du Texas au Sénat et Jim Leach de l'Iowa à la Chambre des représentants. Le troisième rapporteur est le républicain Thomas J. Bliley, Jr., secrétaire du United States House Committee on Energy and Commerce (Comité sur l'Énergie et le Commerce) de 1995 à 2001.
Le Sénat vote la loi le 6 mai 1999, par une majorité de 54 voix contre 44 (53 voix républicaines et une démocrate pour ; 44 voix contre issues du Parti démocrate). La Chambre des représentants vote — à voix haute et sans comptes ni contestation — une version amendée de la proposition de loi le 20 juillet 1999. 
Face au désaccord entre les deux Chambres, la Chambre des représentants décida, par un vote de 241 voix contre 132 (Républicains: 58 pour et 131 contre; Démocrates: 182 pour et 1 contre), d'amender la proposition de loi afin qu'elle accorde aux consommateurs des droits à la vie privée concernant les données médicales et financières, ainsi qu'une « concurrence robuste [robust competition] et égale et un accès non discriminant aux services financiers et aux opportunités économiques dans leurs communautés », c'est-à-dire des protections contre le redlining (pratique consistant à augmenter le coût des services financiers en fonction d'un profiling géographique associé à des zones résidentielles où vivent des minorités importantes),. 
Un comité de conférence du Congrès (United States congressional conference committee) a été mis en place entre les deux Chambres afin de trouver un accord entre les deux versions divergentes. Les Démocrates ont accepté de soutenir la proposition de loi une fois obtenu l'accord des Républicains pour renforcer les mesures contre le redlining déjà prévues par le Community Reinvestment Act (dont la première version remonte à 1977) et certains soucis concernant la vie privée,.
Le 4 novembre 1999, la proposition finale a été votée par le Sénat (90 voix pour; 8 contre; 52 Républicains et 38 Démocrates ont voté pour) et par la Chambre des Représentants (362 voix pour; 57 contre; 207 Républicains et 155 Démocrates pour; 5 Républicains et 51 Démocrates contre; 10 abstentions chez les Républicains et 5 chez les Démocrates).
La proposition de loi fut signée et promulguée par le président démocrate Bill Clinton le 12 novembre 1999

## Abrogation d'une partie du Glass-Steagall Act de 1933
Cette loi abroge une partie des dispositions du Glass-Steagall Act de 1933, qui établissait notamment l'incompatibilité entre les métiers de banque de dépôt et de banque d'investissement, distinguant ainsi deux métiers bancaires, d'une part les activités de prêts et de dépôts, et d'autre part les opérations sur titres et valeurs mobilières.
La loi de 1999 ouvrit ainsi la concurrence entre les banques de dépôt, les banques d'investissement et les compagnies d'assurances. 

## Effets
La loi permit l'émergence de groupes importants, tels que Citibank, qui fusionna avec la compagnie d'assurance Travelers Group pour former le conglomérat Citigroup en 1998. Cette fusion aurait été interdite selon les dispositions antérieures du Glass-Steagall Act et du Bank Holding Company Act, sauf autorisation exceptionnelle. La loi donna ainsi naissance à ce qu'on appelle le secteur financier, regroupant assurances et investissements.
Oubliant les leçons tirées de la crise de 1929, le Gramm-Leach-Bliley Act en rompant la séparation traditionnelle entre banque de dépôt et banque d'investissement. La loi sera accusée d'avoir considérablement accentuée les effets de la crise financière mondiale débutant en 2007.